# مقاطعة دوبيج (إلينوي)
مقاطعة دوبيج (بالإنجليزية: DuPage County)‏ هي إحدى المقاطعات في ولاية إلينوي في الولايات المتحدة الأمريكية.

## أعلام
- مارجوري دود